# يانا كلوتشكوفا
يانا كلوتشكوفا (Yana Klochkova) (بالروسية: Яна Олександрівна Клочкова) هي لاعبة أولمبية لرياضة السباحة من أوكرانيا. شاركت في الأولمبياد الصيفي في 2000–2004، وفازت بما مجموعه 5 ميداليات.

## الميداليات
| ذهب | فضة | برونز | المجموع |
| 4   | 1   | 0     | 5       |

## روابط خارجية
- يانا كلوتشكوفا على موقع الاتحاد الدولي للسباحة (الإنجليزية)
- يانا كلوتشكوفا على موقع SwimRankings.net (الإنجليزية)
- يانا كلوتشكوفا على موقع قاعة مشاهير السباحة العالمية (الإنجليزية)
- يانا كلوتشكوفا على موقع اللجنة الأولمبية الدولية (الإنجليزية)
- يانا كلوتشكوفا على موقع أوليمبيديا (الإنجليزية)